# Tin-Tin

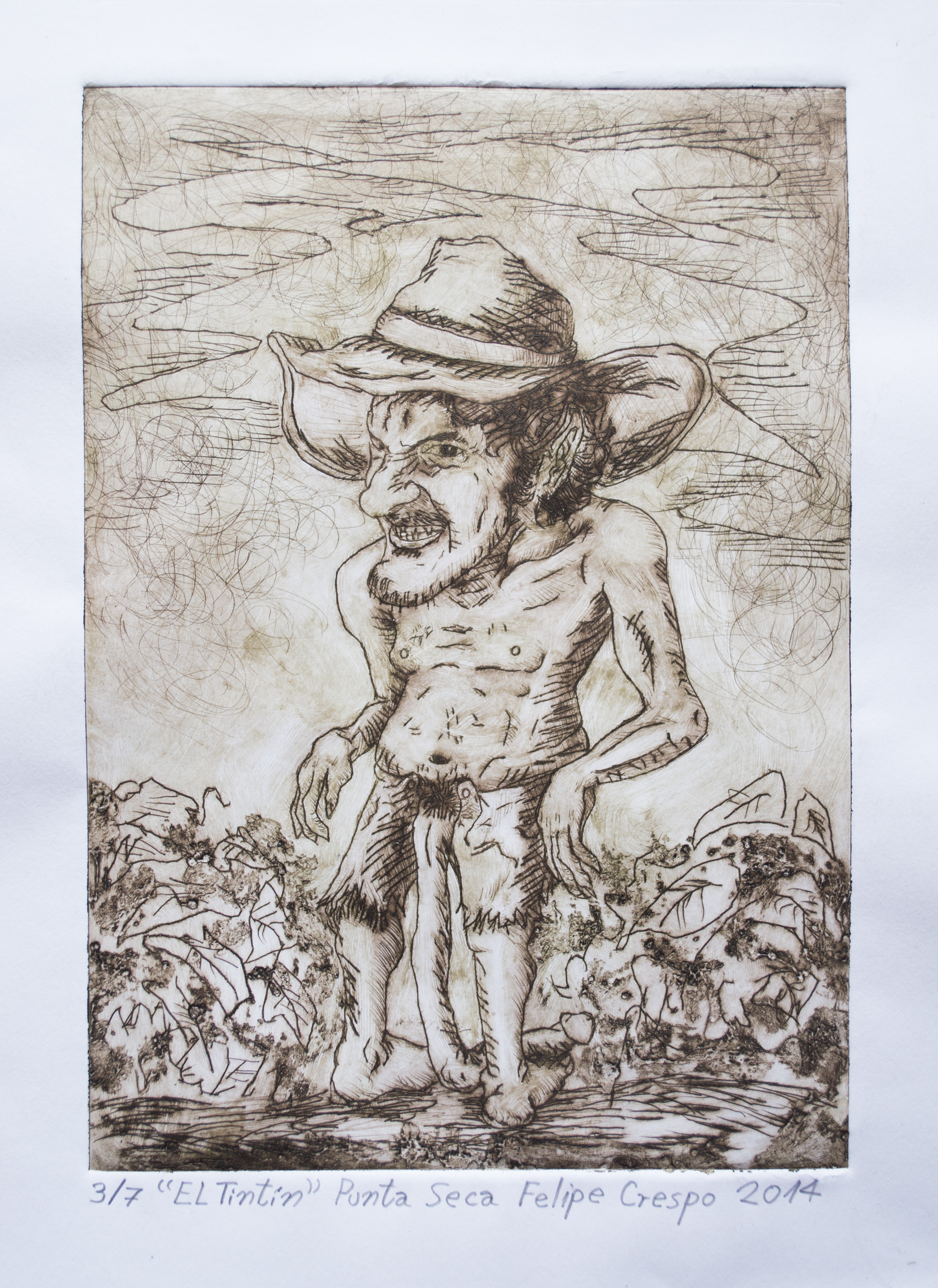
Ilustración de El Tintín en grabado con la técnica punta seca, realizado en 2014.

El Tin-Tin (también escrito de diversas formas: Tintín o Tin-Tín) es un personaje mítico del folklor del litoral ecuatoriano, originalmente proveniente de la Isla Puná. Su leyenda se ha extendido por la tradición oral de los montubios y cholos costeños en toda la zona costeña del Ecuador.

## Origen
Su origen proviene de una deidad de la Isla Puná en tiempos prehispánicos, llamado Tin, un noctámbulo Dios Murciélago, quien tenía la facultad de fecundar a las mujeres y así dar vida un nuevo ser. Siendo considerado el Dios de la vida y un Dios de dioses, puesto que era el de la procreación.
Cabe recalcar que las tribus habitantes de la isla, no tenían en claro la idea de que una relación en pareja pueda producir vida, atribuyéndole el acto de seducción hacia las mujeres y germinación de la semilla de vida en sus vientres al dios Tin..

## Leyenda actual
En la actualidad se lo describe como un ser malévolo, que persigue a mujeres jóvenes, solteras o casadas en especial si son cejonas o velludas de enorme cabellera, las seduce e hipnotiza con la intención de poseerlas sexualmente. En ocasiones, si llega a enamorar y las persigue constantemente hasta hacerla su mujer.
Se lo describe como un ser pequeño y cabezón con aspecto de duende o gnomo mágico que usa un enorme sombrero y emite un silbido ululante y lúgubre, algunos lo describen como un enano con los pies virados hacia atrás, garras y un miembro viril tan enorme que lo arrastra por los suelos. Este último aspecto es similar a la versión andina, el Chuzalongo.
En la Isla Corazón de la provincia de Manabí se lo conoce con el nombre de Felipe o Felipe el Tintín, y se cree que vive en los mangles, usa un sombrero enorme y toca melodías que enamoran a las mujeres con su guitarra, además de tener los pies volteados para desviar su rastro en las huellas del fango. En diversas partes de Manabí se lo conoce con el poder de convertirse en ave, específicamente en Pedrote o Motmot. Este ser tiene como objetivo lo material (coito) y lo divino (fecundación) sea cual fuera el lugar de donde se hable de él.